# Chalkon
Chalkon ist ein aromatisches ungesättigtes Keton, das die Grundsubstanz vieler wichtiger biologisch aktiver Verbindungen, der sogenannten Chalkone, bildet. Der Stoff liegt in zwei verschiedenen Isomeren vor, die sich durch die Konfiguration bezüglich der Doppelbindung unterscheiden.

## Herstellung
Chalkon kann aus Benzaldehyd, Acetophenon und einer Base wie Natriumhydroxid durch Aldolkondensation hergestellt werden.

## Verwendung
Chalkon wird in der Parfümerie verwendet. Derivate mit Hydroxygruppen und Halogenen in den Benzol-Kernen wirken bakteriostatisch. Dihydro-Chalkon-Derivate von Naringin und Neohesperidin haben Süßstoff-Charakter (siehe Neohesperidin-Dihydrochalkon). Dihydrochalkone kommen als Inhaltsstoffe in Pflanzen vor.

## Derivate
Chalkon kann an mehreren Positionen substituiert sein. So ist beispielsweise Isoliquiritigenin, ein Naturstoff, an den Positionen 2′, 4′ und 4 hydroxyliert. Das im Hopfen (Humulus lupulus) vorkommende Xanthohumol ist ein mehrfach substituiertes Chalkon. Zu den hydroxylierten Chalkonen zählen auch Robtein, Butein und Pedicin.

Lokanten bei Chalkonen
Xanthohumol ist ein Bitterstoff aus Hopfen